# フォスター・ザ・ピープル
Foster the People（フォスター・ザ・ピープル）は、アメリカ合衆国カリフォルニア州ロサンゼルスで2009年に結成されたインディーポップバンドである。創設者でフロントマンのマーク・フォスターとキーボーディストのアイソム・イニスがメンバーとして活動している。

## 経歴
2010年にシングル『パンプド・アップ・ザ・キックス Pumped Up the Kicks』が全豪1位・全米3位の大ヒットを記録、続けて翌年にはアルバム『トーチズ』も同じく全豪1位・全米8位などの成功を収める。バンドはグラミー賞に3部門ノミネートされた。
2014年のセカンド・アルバム『スーパーモデル』は全米アルバムチャートで自己最高位となる3位を記録した。
2017年にはツアーメンバーだったアイソム・イニスとショーン・チミーノが正式加入し、3作目のアルバム『Sacred Hearts Club』をリリース。
その後、メンバーの脱退を繰り返しつつ、2021年には『トーチズ』発売10周年を記念してファンから人気の高いカップリング曲やリミックス、ガス・ダパートンを迎えた「パンプド・アップ・ザ・キックス」のニュー・ヴァージョンなどを追加収録した『トーチズ X』を発売。
2024年、正規メンバー2人体制となってから初のシングル「ロスト・イン・スペース」、アルバム『パラダイス・ステイト・オブ・マインド』を発表。

## 音楽性
フォスター・ザ・ピープルの音楽スタイルは、インディーポップ、シンセポップ、ダンスポップ、オルタナティヴ・ロック、インディーロック、ネオ・サイケデリア、インディートロニカ、およびサイケデリック・ポップなどと評されている。

## メンバー

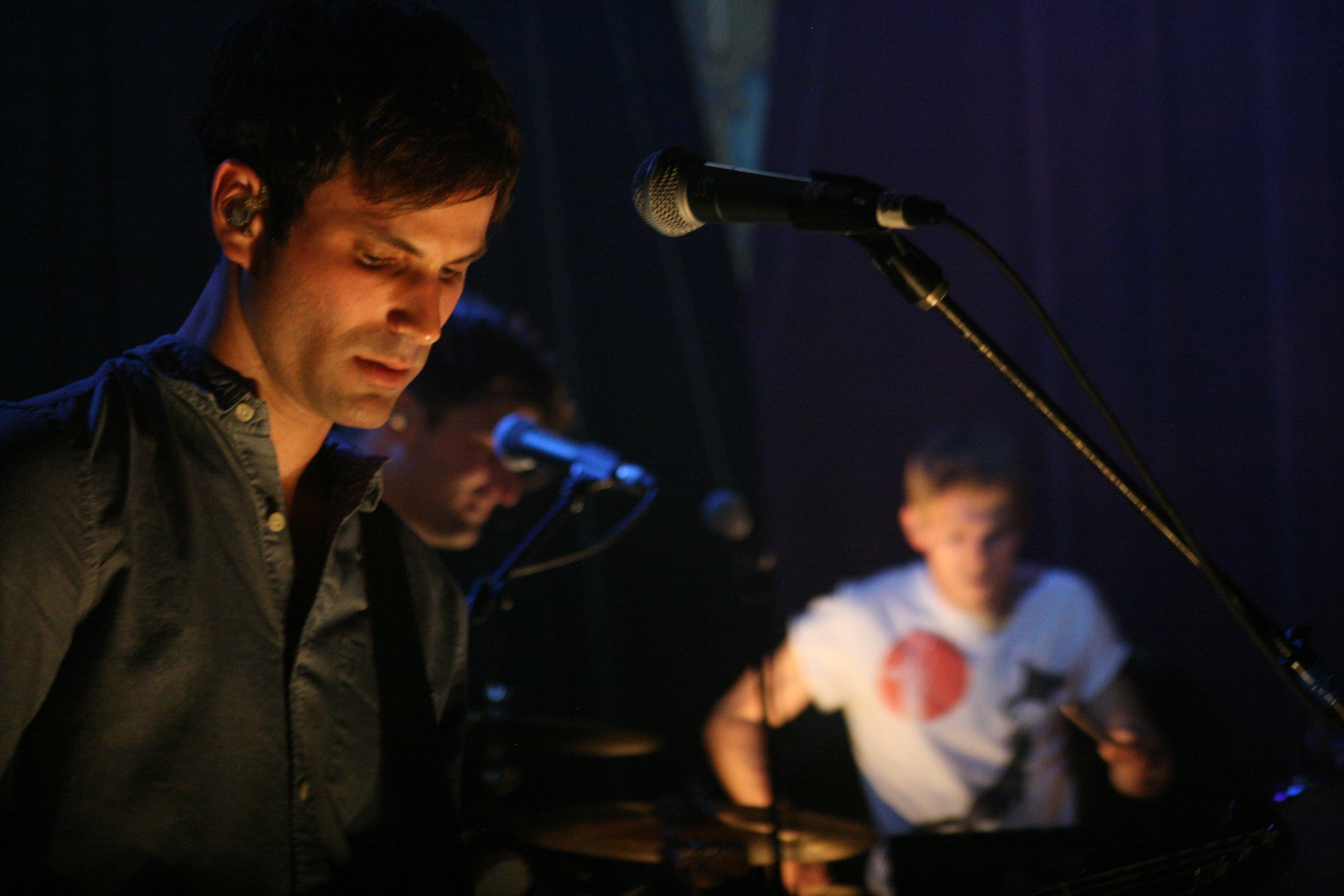
2011年6月、ブルーバード・シアターでのパフォーマンス

### 現メンバー
- マーク・フォスター – リードボーカル、ギター、ピアノ、キーボード、シンセサイザー (2009年 - 現在)
- アイソム・イニス – ピアノ、キーボード、シンセサイザー、ドラム、パーカッション、ベース、バックボーカル (2017年 - 現在、2010年 - 2017年はツアーメンバー)[11]

### 元メンバー
- ショーン・チミーノ – ギター、ピアノ、キーボード、シンセサイザー、バックボーカル (2017年 - 2024年、2010年 - 2017年はツアーメンバー)[12]
- マーク・ポンティウス – ドラム、パーカッション、バックボーカル (2009年 - 2021年)
- ジェイコブ・"カビー"・フィンク – ベース、バックボーカル、シンセサイザー (2009年 - 2015年)[13]

### サポートメンバー
- ゼイン・カーニー – ギター (2024年 - 現在)
- マイカ・モフェット – ベース (2024年 - 現在)
- アーロン・スティール – ドラム (2024年 - 現在)

### 過去のサポートメンバー
- ザック・"Reazon"・ハイリグマン – MPC (2009年 - 2010年)
- フィル・ダニュウ – ギター、ピアノ、キーボード、シンセサイザー、パーカッション、バックボーカル (2014年 - 2020年)
- ヘイリー・ルイーズ・デクル – バックボーカル (2014年)
- アーリーン・デラドリアン – バックボーカル (2014年)[14]
- タイラー・ハルフォード – ベース、キーボード、シンセサイザー (2015年 - 約2020年)
- ゲイブ・ノエル – ベース、キーボード (2015年、2021年)
- アーロン・レッドフィールド – ドラム、パーカッション (2021年)
- ブラッド・リプリー – ギター、キーボード、バックボーカル (2024年)

## ディスコグラフィ

### アルバム
| 年                                        | タイトル               | アルバム詳細 | チャート最高位 | チャート最高位 | チャート最高位 | チャート最高位 | チャート最高位 | チャート最高位 | チャート最高位 | チャート最高位 | チャート最高位 | 認定                                                                          |
| 年                                        | タイトル               | アルバム詳細 | US             | AUS            | CAN            | FRA            | IRL            | NLD            | NZ             | SWI            | UK             | 認定                                                                          |
| ----------------------------------------- | ---------------------- | --- | -------------- | -------------- | -------------- | -------------- | -------------- | -------------- | -------------- | -------------- | -------------- | ----------------------------------------------------------------------------- |
| 2011                                      | Torches                | - 発売日: 2011年5月23日 - レーベル: Startime, Columbia - フォーマット: CD, LP, digital download - 全米売上: 100万枚 | 8              | 1              | 7              | 29             | 13             | 53             | 18             | 49             | 12             | - US: プラチナ - AUS: プラチナ - CAN: プラチナ - FRA: ゴールド - UK: ゴールド |
| 2014                                      | Supermodel             | - 発売日: 2014年3月18日 - レーベル: Columbia - フォーマット: CD, LP, digital download - 全米売上: 5.4万枚           | 3              | 8              | 4              | 51             | 24             | 57             | 17             | 17             | 26             |                                                                               |
| 2017                                      | Sacred Hearts Club     | - 発売日: 2017年7月21日 - レーベル: Columbia - フォーマット: CD, LP, digital download                               | 47             | 71             | 54             | 180            | —              | 85             | —              | —              | —              |                                                                               |
| 2024                                      | Paradise State of Mind | - 発売日: 2024年8月16日 - レーベル: Atlantic - フォーマット:                                                        | —              | —              | —              | —              | —              | —              | —              | —              | —              |                                                                               |
| "—"は未発売またはチャート圏外を意味する。 |                        | |                |                |                |                |                |                |                |                |                |                                                                               |

## 日本公演
- 2012年
  - 1月16日 大阪 BIGCAT
  - 1月17日 東京 恵比寿LIQUIDROOM
  - 1月18日 東京 代官山UNIT
  - 8月18日 大阪 SUMMER SONIC OSAKA 2012
  - 8月19日 千葉 SUMMER SONIC TOKYO 2012
  - 8月20日 東京 SHIBUYA-AX、SUMMER SONIC EXTRA
- 2014年
  - 7月25日 新潟 FUJI ROCK FESTIVAL 2014
- 2018年
  - 1月10日 東京 新木場スタジオコースト
  - 1月11日 名古屋 ダイアモンドホール
  - 1月12日 大阪 Namba HATCH